# Ptačí budka

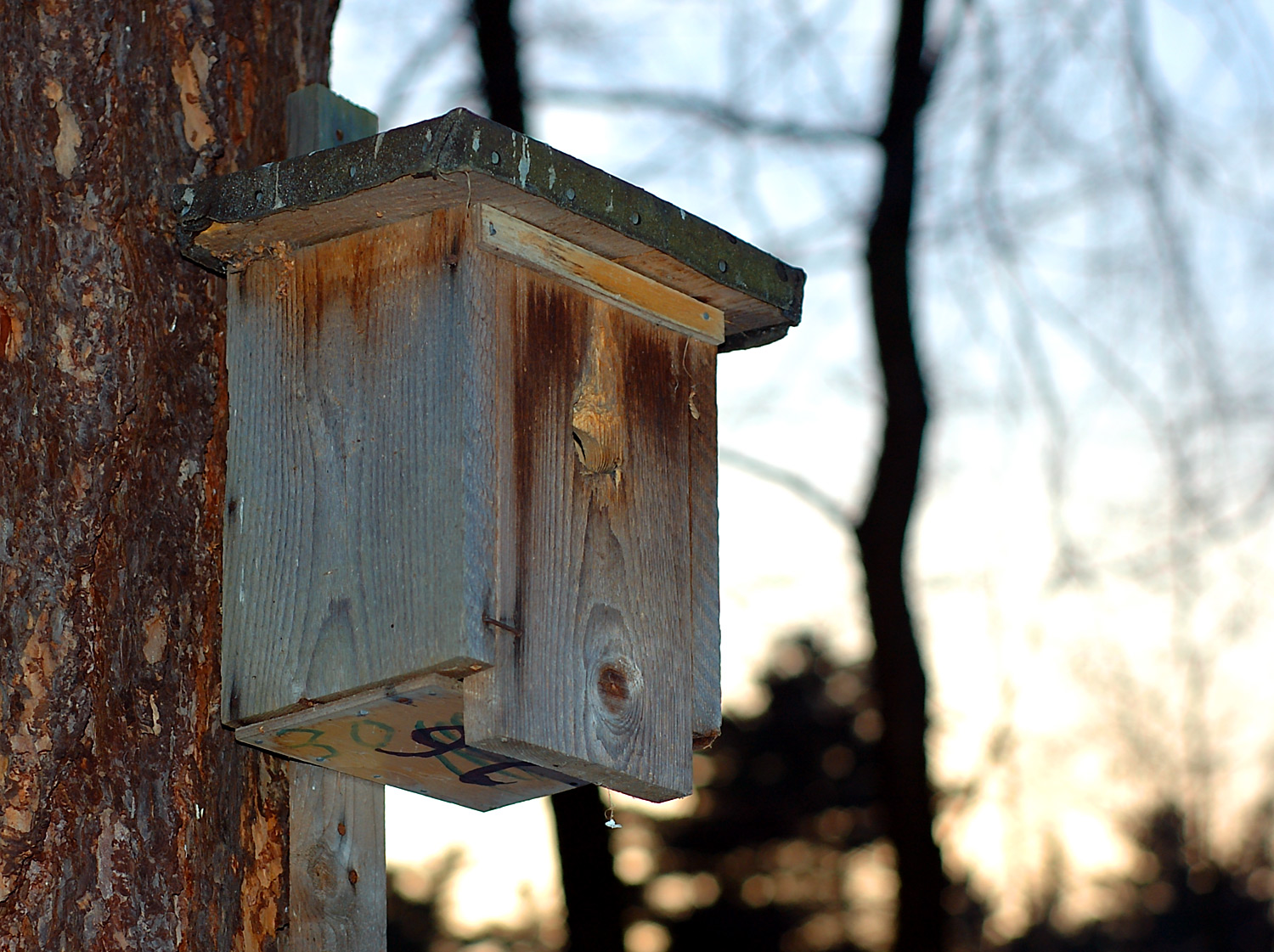
Ptačí budka

Ptačí budka je uměle vybudovaná hnízdní dutina pro ptáky.

## Konstrukce budky
Ptačí budky nahrazují přirozené dutiny, které díky lidskému hospodaření v kulturní krajině zanikají. Jsou to většinou mizející dutiny v odumírajících doupných stromech, ale i zanikající podstřešní prostory v zateplovaných budovách. Ptačí budky jsou vyráběny hlavně ze dřeva, případně kombinují dřevo s jinými materiály. Aby byla budka bezpečná, musí být dostatečně hluboká, bez bidýlka, pověšena mimo dosah predátorů či zlodějů a mít dostatečnou tloušťku materiálu (u dřevěných min. 20 mm). Měla by se čistit a opravovat každý podzim. Není také na škodu oplechovat vletový otvor, aby ho nezvětšil strakapoud velký, který plení hnízda, musí se ale dát pozor na to, aby si ptáci o plech neublížili. Budka musí být zkonstruována tak, aby do ní nezatékalo a orientována na východ, jihovýchod nebo jih, aby se ptáčata uvnitř nepřehřála na přímém odpoledním slunci.

## Rozměry

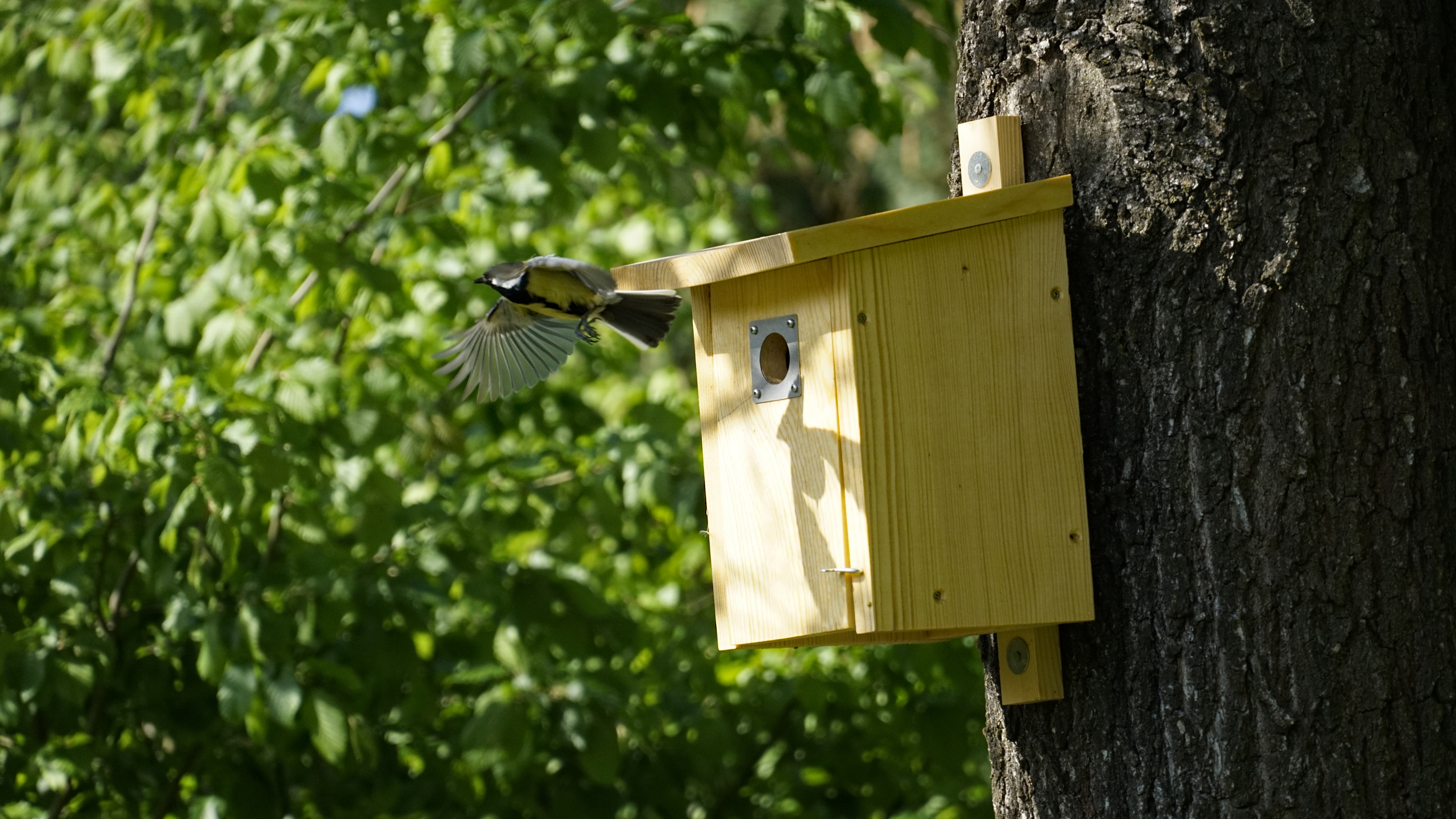
Ptačí budka se sýkorou koňadrou v letu

Vhodné rozměry dna ptačí budky a hloubky dutiny se liší v závislosti na velikosti ptačího druhu, důležité je myslet na to že mnohý pták určité velikosti staví větší hnízdo než jiné stejně velké druhy, např. vrabec staví větší hnízdo než lejsek a lejsek staví větší hnízdo než koňadra.
| Ptačí druh        | Minimální rozměr dna | Hloubka dutiny |
| ----------------- | -------------------- | -------------- |
| sýkora uhelníček  | 12 × 12 cm           | 25 cm          |
| sýkora modřinka   | 12 × 13 cm           | 25 cm          |
| sýkora koňadra    | 12 × 14 cm           | 25 cm          |
| lejsek černohlavý | 14 × 14 cm           | 20 cm          |
| vrabec domácí     | 15 × 15 cm           | 25 cm          |
| špaček obecný     | 15 × 15 cm           | 30 cm          |
| kavka obecná      | 20 × 20 cm           | 35 cm          |
| rorýs obecný      | 20 × 30 cm           | 17 cm          |
| holub doupňák     | 30 × 30 cm           | 40 cm          |

Podle toho, pro který ptačí druh má budka sloužit, se řídí rozměry vletového otvoru i budky samotné. Tvar vletového otvoru se uzpůsobuje podle anatomie ptáka.
Rozměry vletového otvoru:
- ⌀ 25–26 mm: nejmenší sýkora, sýkora uhelníček
- ⌀ 27–28 mm: malé druhy sýkor např. sýkora modřinka
- ⌀ 32 mm: sýkora koňadra, brhlík lesní
- ⌀ 30 × 40 mm (svisle): lejsek černohlavý, rehek zahradní
- ⌀ 34 mm: vrabec domácí
- ⌀ 45–60 mm: špaček obecný
- ⌀ 110–150 mm: puštík obecný
- 32–35 × 67–70 mm (horizontálně): rorýs obecný

Podle určení budek některým druhům daným charakteristickými tvary a rozměry jsou některé typy označovány jako špačníky, sýkorníky, rorýsovníky, apod.

## Vyvěšení budky

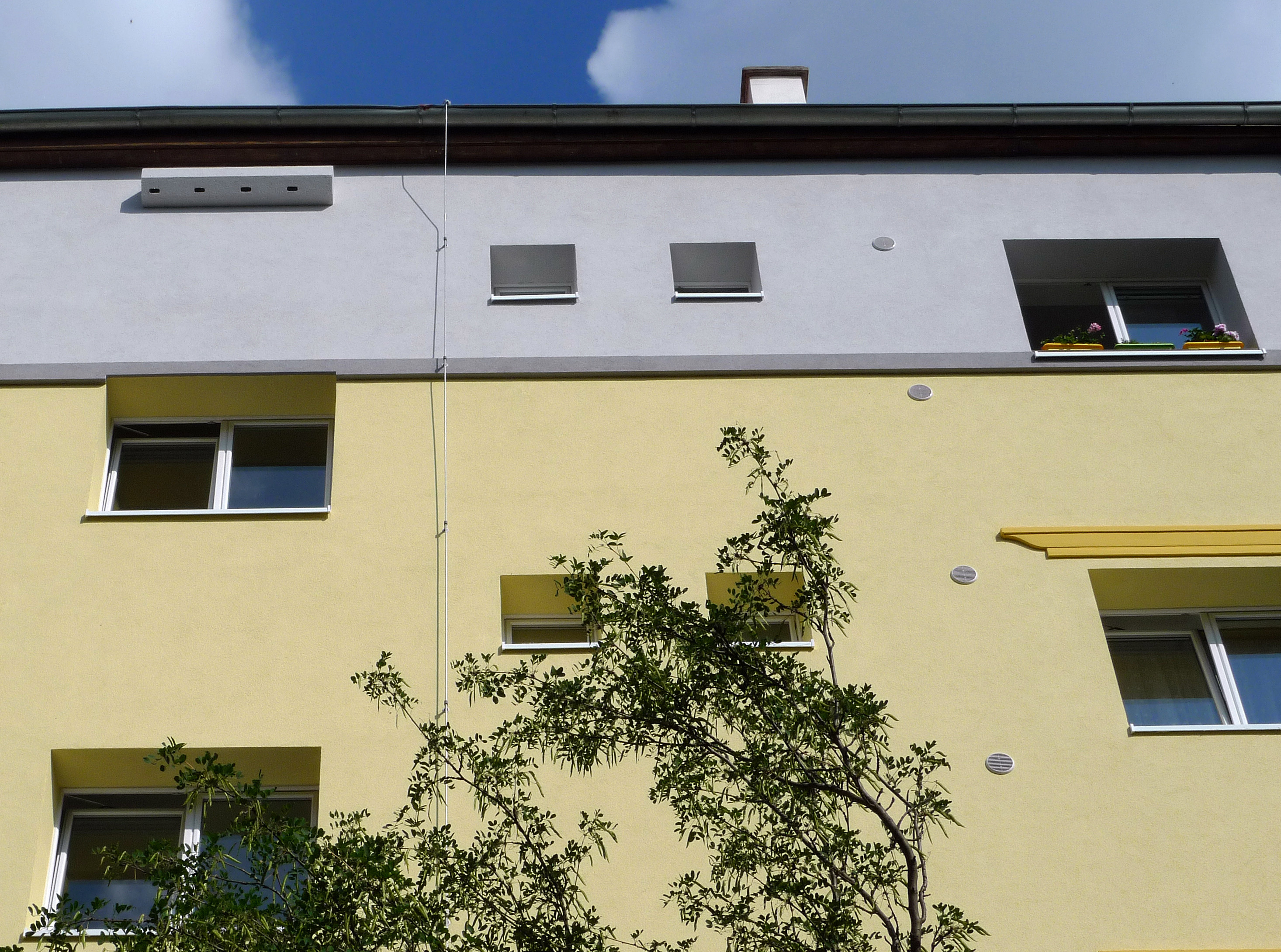
Rorýsovník na obecním domě v Praze 10

Pokud se má do budky nalákat určitý druh ptáka, ale do vletového otvoru se vejde i stejně velký, ale silnější druh, je třeba využít odlišnou dobu hnízdění a způsob života těchto druhů. Ptačí druhy se liší také prostředím. Proto je důležité vyvěšovat budku ve správném místě, aby se docílilo úspěchu. Například budka pro uhelníčka zůstane neobsazena v listnatém lese, kde tento druh nežije.